# Dolenja vas (Cerknica, Slovenija)
Dolenja vas je naselje u slovenskoj Općini Cerknici. Dolenja vas se nalazi u pokrajini Notranjskoj i statističkoj regiji Notranjsko-kraškoj. 

## Stanovništvo
Prema popisu stanovništva iz 2002. godine naselje je imalo 448 stanovnika.